# Drapetis hirsutiitibia
Drapetis hirsutiitibia är en tvåvingeart som beskrevs av Meijere 1914. Drapetis hirsutiitibia ingår i släktet Drapetis och familjen puckeldansflugor. Inga underarter finns listade i Catalogue of Life.